# Charle Cournoyer
Charle Cournoyer (n. 11 iunie 1991, Boucherville, provincia Québec, Canada) este un sportiv ce a reprezentat Canada, medaliat olimpic. A participat la o ediție a Jocurilor Olimpice (2014) în care a câștigat o medalie de bronz.

## Participări
Lista de mai jos prezintă principalele competiții la care a participat Charle Cournoyer de-a lungul carierei.
- short track speed skating at the 2014 Winter Olympics – men's 500 metres[*]